# Poecilochaetus tricirratus
Poecilochaetus tricirratus är en ringmaskart som beskrevs av Mackie 1990. Poecilochaetus tricirratus ingår i släktet Poecilochaetus och familjen Poecilochaetidae. Inga underarter finns listade i Catalogue of Life.